# Bundesverband Musikindustrie
Bundesverband Musikindustrie (abreujat BVMI) és l'associació que representa els interessos de la indústria discogràfica alemanya, nascuda després de la fusió de les seccions nacionals de la International Federation of the Phonographic Industry i l'organització local BPW (Bundesverband der Phonographischen Wirtschaft).
BVMI representa a aproximadament 350 segells, la qual cosa significa el 90% del mercat musical alemany, i és membre de l'associació IFPI.

## Classificacions
Des de 1977, la BVMI s'ocupa de publicar la classificació oficial dels treballs musicals més venuts a Alemanya, realitzada específicament per la companyia Media Control GfK International.
Fins dia d'avui, realitzen la classificació de forma setmanal d'àlbums, recopilacions, senzills i DVD musicals més venuts, així com classificacions de diferents gèneres musicals.

## Certificacions
BVMI és l'entitat que s'encarrega de determinar la certificació dels discos d'or i de platí relacionats amb les vendes al país. Els nivells de vendes necessàries per aconseguir una certificació varien segons la tipologia del producte i s'han actualitzat en el passat per adequar-los als canvis del mercat discogràfic nacional.

### Àlbums
| Data de publicació                                            | Xifra de vendes necessària | Xifra de vendes necessària | Xifra de vendes necessària |
| Data de publicació                                            | Or                         | Platí                      |                            |
| ------------------------------------------------------------- | -------------------------- | -------------------------- | -------------------------- |
| Fins al 24 de setembre de 1999                                | 250.000                    | 500.000                    |                            |
| Des del 25 de setembre de 1999 fins al 31 de desembre de 2002 | 150.000                    | 300.000                    |                            |
| Des de l'1 de gener de 2003                                   | 100.000                    | 200.000                    |                            |

### Senzills
| Data de publicació             | Xifra de vendes necessària | Xifra de vendes necessària | Xifra de vendes necessària |
| Data de publicació             | Or                         | Platí                      |                            |
| ------------------------------ | -------------------------- | -------------------------- | -------------------------- |
| Fins al 31 de desembre de 2002 | 250.000                    | 500.000                    |                            |
| Des de l'1 de gener de 2003    | 150.000                    | 300.000                    |                            |